# 大余山
大余山是中华人民共和国山东省章丘市双山街道的一座小山，位于双山街道以南，现山东经济学院明水校区内。
山体呈圆锥形，海拔254米。山下校区内学生常称之为“后山”。
大余山是山东经济学院明水校区学生课余远足的好去处，但由于地处偏僻，也曾发生过小型抢夺案件。学校为此也一度发了劝阻夜晚进山的通告。